# Aellopoda
Nella mitologia greca, Aellopoda, o Aello, era una delle Arpie.

## Il mito
Tra le Arpie, Aellopoda era una delle più aggressive e viveva nella caverna di Ditte, sull'isola di Creta.

### Contro gli Argonauti
Si narra che Aellopoda e la sua compagna Ocipete fossero le Arpie che non davano pace a Fineo, figlio di Agenore: le due creature entravano volando nel suo grande palazzo durante i pasti e, oltre a incutere paura in tutti, rubavano parte del cibo, rendendone immangiabile il resto, sporcandolo e lasciandovi un orrendo fetore.
Quando il re incontrò Giasone, che gli domandò come recuperare il vello d’oro, Fineo pose come condizione per aiutarli che gli Argonauti lo liberassero dai due mostri.
Allora due degli argonauti, Calaide e Zete, iniziarono a dar loro la caccia con le spade.

### L'inseguimento
Secondo alcune fonti antiche, le due Arpie si salvarono fuggendo oltre il mare; secondo altre, vennero raggiunte alle isole Strofadi, dove gli Argonauti ne ebbero pietà, grazie anche all'intervento della messaggera di Era, Iride.
Altri, infine, affermano che Aellopoda, separatasi dalla propria compagna, continuò a volare, finché crollò per la stanchezza e annegò nel Tigri, un fiume del Peloponneso, ribattezzato Arpide in suo ricordo.